# Bowling Green (Florida)
Bowling Green és una població dels Estats Units a l'estat de Florida. Segons el cens del 2000 tenia 2.892 habitants.

## Demografia
Segons el cens del 2000, Bowling Green tenia 2.892 habitants, 815 habitatges, i 647 famílies. La densitat de població era de 786,3 habitants per km².
Dels 815 habitatges en un 41,3% hi vivien nens de menys de 18 anys, en un 54,5% hi vivien parelles casades, en un 18,3% dones solteres, i en un 20,6% no eren unitats familiars. En el 12,8% dels habitatges hi vivien persones soles el 7,1% de les quals corresponia a persones de 65 anys o més que vivien soles. El nombre mitjà de persones vivint en cada habitatge era de 3,44 i el nombre mitjà de persones que vivien en cada família era de 3,68.
Per edats la població es repartia de la següent manera: un 33,1% tenia menys de 18 anys, un 12,2% entre 18 i 24, un 27,8% entre 25 i 44, un 16% de 45 a 60 i un 10,9% 65 anys o més.
L'edat mitjana era de 28 anys. Per cada 100 dones de 18 o més anys hi havia 106,7 homes.
La renda mitjana per habitatge era de 28.209 $ i la renda mitjana per família de 28.333 $. Els homes tenien una renda mitjana de 22.695 $ mentre que les dones 17.125 $. La renda per capita de la població era de 9.978 $. Entorn del 22% de les famílies i el 30,5% de la població estaven per davall del llindar de pobresa.

## Poblacions més properes
El següent diagrama mostra les poblacions més properes.